# Viðarlundin við Suðuroyar Sjúkrahús

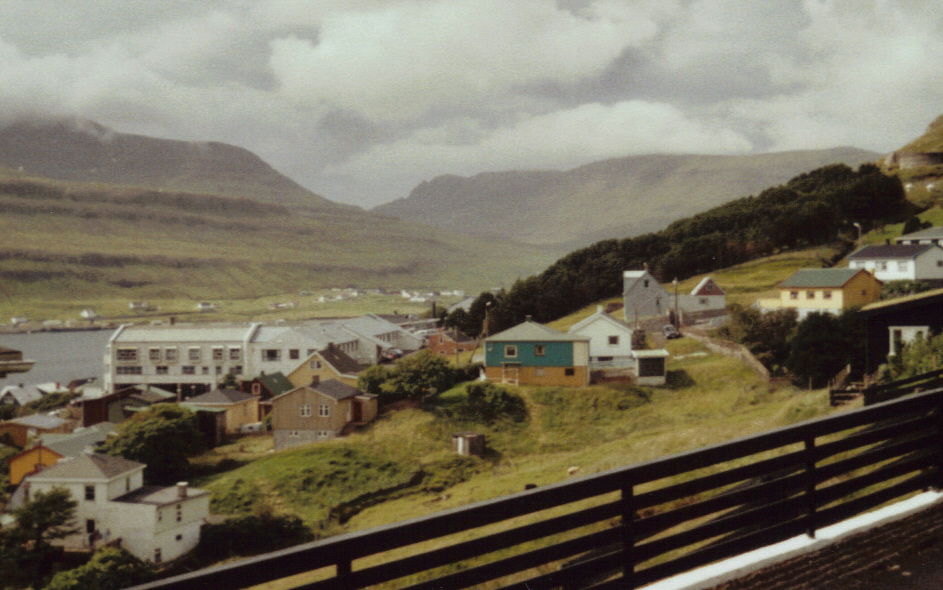
Blick zum Krankenhaus und zum Park

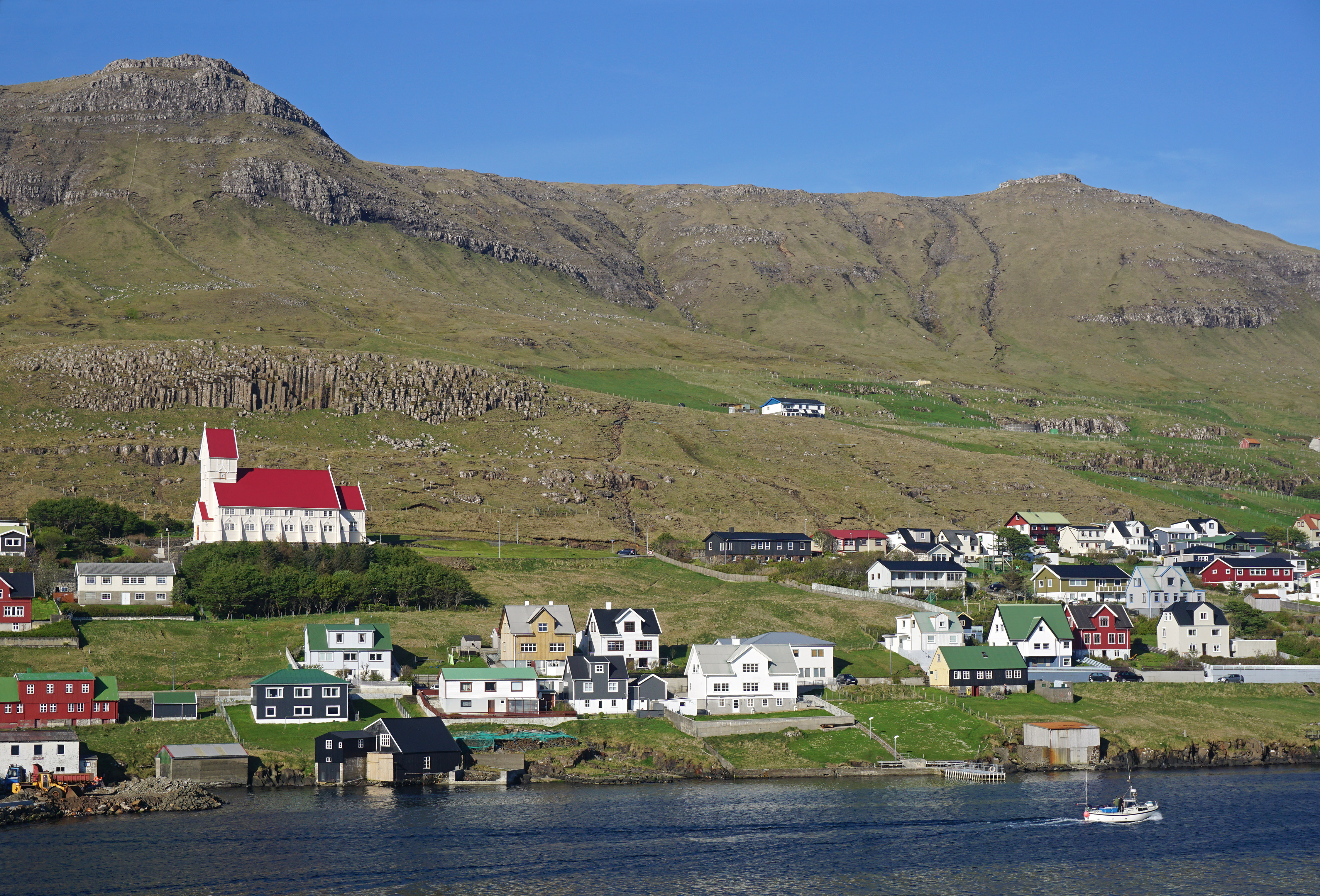
Gesamtansicht der Stadt. Links Krankenhaus und Park

Viðarlundin við Suðuroyar Sjúkrahús ist ein Park in der Stadt Tvøroyri auf der färöischen Insel Suðuroy. Er besteht hauptsächlich aus Fichten, Eschen, Ahorn, Erlen und Birken und befindet sich im Stadtzentrum gegenüber und oberhalb des Krankenhauses. Das färöische Wort viðarlund bedeutet wörtlich „Gehölz“ und bezeichnet eine Parkanlage oder einen Wald auf den Färöern, von deren Fläche nur 0,06 % bewaldet sind.
In den 1960er Jahren entwickelte das Krankenhaus Tvøroyri Pläne, auf dem abschüssigen Gelände unmittelbar nördlich des Krankenhauses einen Park für die Patienten und die Angestellten des Krankenhauses anzulegen. Ab 1970 wurde das Grundstück Flur 376 bepflanzt. Der Park Viðarlundin við Suðuroyar Sjúkrahús bedeckt heute eine Fläche von 10.800 m² und ist im Besitz des Krankenhauses. Er liegt in einer Höhe von 40–70 m ü. d. M., durch ihn führt ein Wanderweg mit Ruhebänken.
Die Färöer sind mit ihrem feuchten kühlen Klima für das Gedeihen von Bäumen schlecht geeignet, denn die Bodenkrume ist relativ dünn und bietet Baumwurzeln wenig Halt. Nicht selten weht starker Wind, der Bäume entwurzeln kann. 1988 wütete z. B. ein besonders schwerer Orkan über den gesamten Färöern, dem viele Bäume zum Opfer fielen. Es kommt vor, dass die Bäume in einem milden Januar oder Februar ausschlagen und im Frühjahr durch plötzlich einbrechenden Frost überrascht werden.
Der auf abschüssigem Gelände angelegte Viðarlundin við Suðuroyar Sjúkrahús ist eine besondere Sehenswürdigkeit der Stadt Tvøroyri, da sich hier zeigt, dass auf den Färöern durchaus ein Wald bzw. eine Parkanlage existieren kann. Wie alle Wälder bzw. Parkanlagen der Färöer außerhalb der Hauptstadt Tórshavn ist auch der Viðarlundin við Suðuroyar Sjúkrahús eingezäunt, um die Bäume vor Nahrung suchenden Schafen zu schützen.